# مانفرد أيغن
مانفرد أيغن (بالألمانية: Manfred Eigen) هو كيميائي ألماني ولد في 9 ماي 1927 في بوخوم.
درس الكيمياء والفيزياء في جامعة غوتينغن والتي حضر فيها شهادة الدكتوراة تحت إشراف ارنولد اوكن. في سنة 1957 أصبح مدير معهد ماكس بلانك في الفيزياء الحيوية.

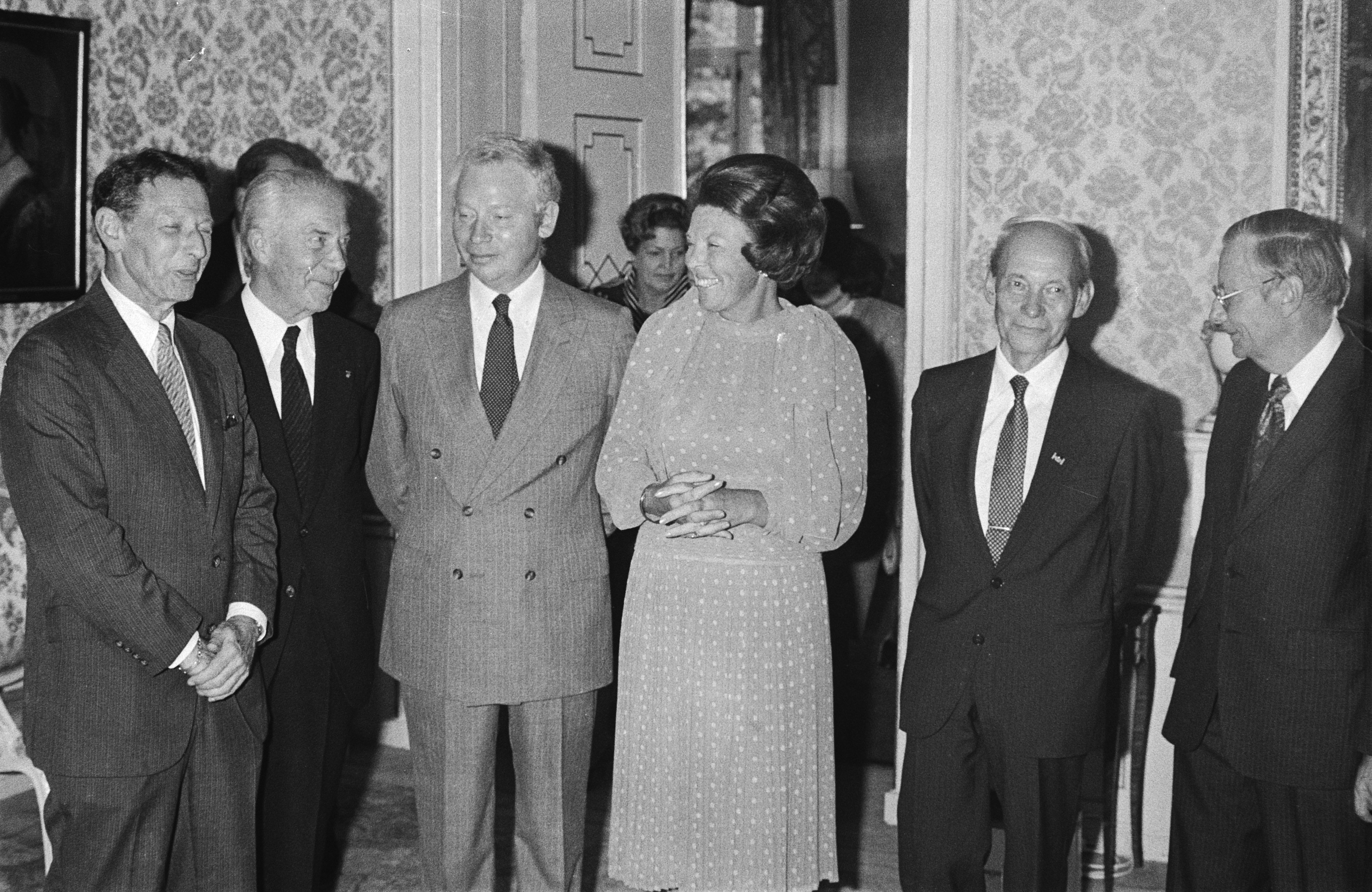
روبرت موليكن ، شيكاغو 1929 (الثالث من اليمين)

تحصل على جائزة نوبل في الكيمياء لسنة 1967 لأعماله على التفاعلات الكيميائية السريعة.

## روابط خارجية
- مانفرد أيغن على موقع الموسوعة البريطانية (الإنجليزية)
- مانفرد أيغن على موقع مونزينجر (الألمانية)
- مانفرد أيغن على موقع إن إن دي بي (الإنجليزية)